# Alucita euscripta
Alucita euscripta is een vlinder uit de familie van de waaiermotten (Alucitidae). De wetenschappelijke naam van de soort is voor het eerst geldig gepubliceerd in 1976 door Minet.
De soort komt voor in tropisch Afrika.